# Almásy (Adelsgeschlecht)

Wappen der Familie Almásy

Almásy ist der Name einer alten ungarischen Adelsfamilie, deren Mitglieder als Grafen zu den bedeutendsten Geschlechtern Österreich-Ungarns gehörten.

## Geschichte
Das Geschlecht der Almásy soll sich nach Almás in  Slawonien oder Bácsalmás (bzw. Almás im Kreis Covasna) in Siebenbürgen nennen. Die Familie erhielt 1666 einen Wappenbrief, 1701 erfolgte die Donation der Herrschaft Zsadány, später kamen sie auch in den Besitz von Törökszentmiklós. Eine Linie der Almásy erlangte die ungarische Baronie 1767, den ungarischen Grafenstand 1771. Eine zweite Linie erhielt den ungarischen Grafenstand mit dem Prädikat „von Sarkad“ 1815.  Eine dritte Linie der Almásy wurde erst 1910 in den Grafenstand erhoben.

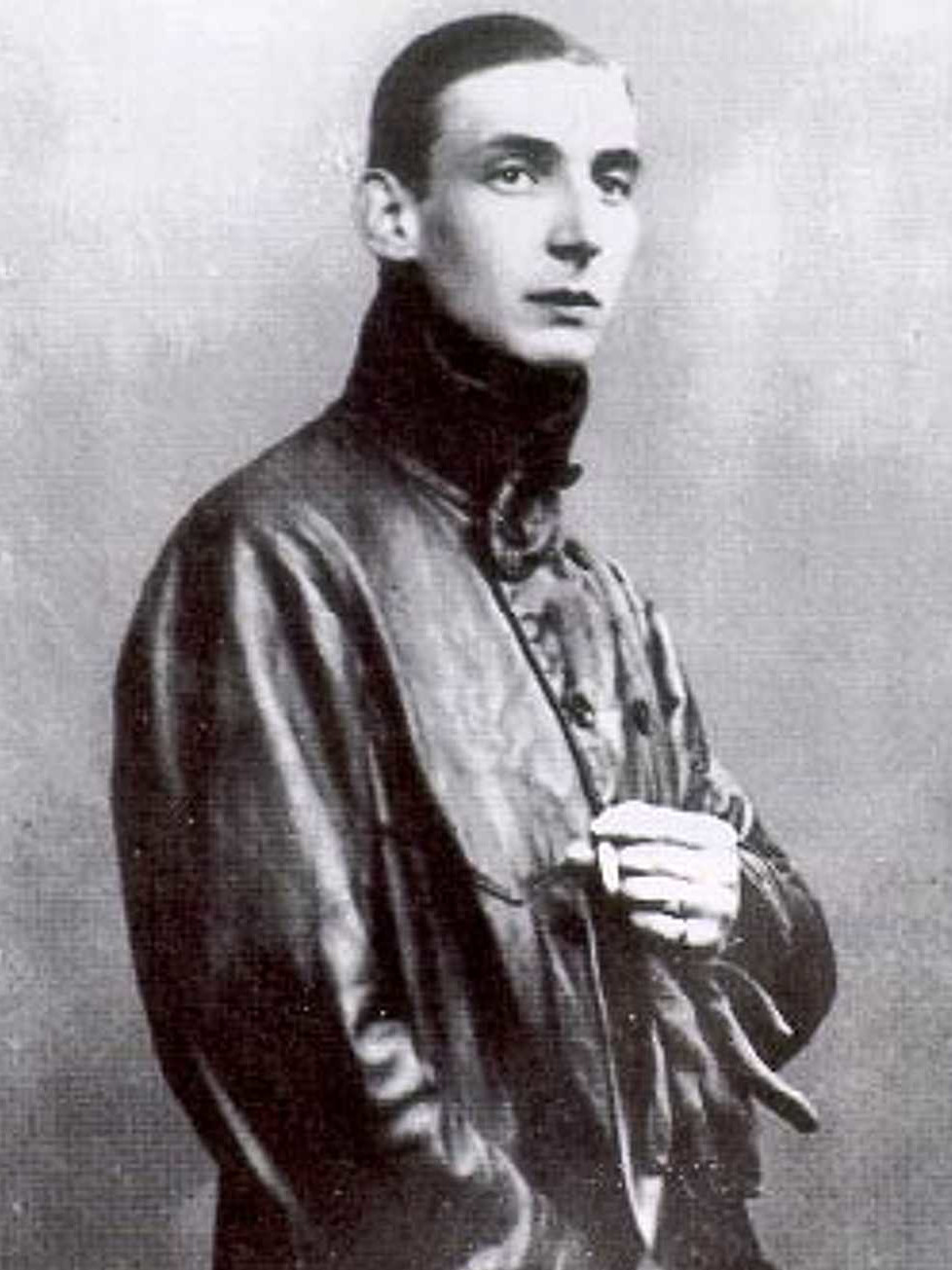
Ladislaus Almásy (1895–1951), etwa 1915

1892 kam die  Burg Bernstein in den Besitz der Almásy. Das Schloss Lehenhof bei Scheibbs in Niederösterreich zählte Anfang des 20. Jahrhunderts ebenfalls zum Besitz der Familie und diente als Sommersitz der Lyrikerin Wilhelmine von Wickenburg-Almasy (1845–1890). Dionysius Almásy (1863–1940) erlangte für seine Familie die erbliche Mitgliedschaft des ungarischen Oberhauses. Ede Almásy von Zsadány (1836–1917) war Mitbegründer der Ungarischen Geographischen Gesellschaft, sein Sohn György Ede Almásy von Zsadány und Törökszentmiklós (1867–1933) machte sich als Forschungsreisender, Zoologe und Ethnograph verdient, und dessen Sohn, der Pilot und Wüstenforscher Ladislaus Almásy (1895–1951), erlangte als Vorlage für den Titelhelden in Michael Ondaatjes Roman Der englische Patient internationale Bekanntheit. Paul Almásy (1906–2003) machte sich als Fotograf in Frankreich einen Namen, Peter Almásy (* 1961) als  slowakisch-französischer Eishockeyspieler und -trainer.

## Wappen
Das Wappen der Almásy zeigt in Blau einen goldenen Sparren, beseitet von je einem einwerts sehenden golden bewehrten silbernen Einhorn; darunter auf der mittleren golden gekrönten Kuppe eines grünen Dreibergs eine zum Flug bereite rot bewehrte silberne Taube, einen grünen Ölzweig im Schnabel haltend (= Stammwappen). Auf dem Schild ein adeliger Turnierhelm mit goldenem Kleinod und goldener Helmkrone. Als Helmzier die Taube mit dem Ölzweig aus dem Schild. Die Helmdecken sind rechts blau und golden, links rot und silbern.

## Persönlichkeiten
- Wilhelmine von Wickenburg-Almasy (1845–1890), Lyrikerin
- Tasziló Almássy (1847–1915), ungarischer Adeliger und Magnat, Mitglied des ungarischen Oberhauses, Maler
- Dionysius Almásy (1863–1940), ungarischer Adeliger, Mitglied des ungarischen Oberhauses
- György Ede Almásy von Zsadány und Törökszentmiklós (1867–1933), Forschungsreisender, Zoologe und Ethnograph
- Ladislaus Almásy (1895–1951), Pilot und Wüstenforscher
- Paul Almásy (1906–2003), ungarisch-französischer Fotograf
- Peter Almásy (* 1961), slowakisch-französischer Eishockeyspieler und -trainer